# Виске
Виске (итал. Vische) је насеље у Италији у округу Торино, региону Пијемонт.
Према процени из 2011. у насељу је живело 1057 становника. Насеље се налази на надморској висини од 231 м.

## Становништво
| 1931. | 1936. | 1951. | 1961. | 1971. | 1981. | 1991. | 2001. | 2011. |
| ----- | ----- | ----- | ----- | ----- | ----- | ----- | ----- | ----- |
| 2.028 | 2.009 | 1.813 | 1.698 | 1.512 | 1.400 | 1.345 | 1.417 | 1.314 |